# Turbo argyrostomus
Turbo argyrostomus là một loài ốc biển, là động vật thân mềm chân bụng sống ở biển trong họ Turbinidae.

## Phụ loài
Bốn phân loài đã được công nhận:
- Turbo argyrostomus argyrostomus Linnaeus, 1758 (synonyms: Turbo argentata Röding, 1798; Turbo argenteus Anton, 1839; Turbo canaliculatus Gmelin, 1791; Turbo ferrugineus Anton, 1839; Turbo permundus Iredale, 1929; Turbo princeps Philippi, 1846; Turbo psittacinus Philippi, 1846; Turbo semicostatus Pease, 1861): phân loài này đã được đặt bởi cùng một tác giả trong phân chi Turbo (Marmarostoma)
  - Turbo argyrostomus argyrostomus f. carduus P. Fischer, 1873
- Turbo argyrostomus lajonkairii (Deshayes, 1839): phân loài này đã được đặt bởi cùng một tác giả trong phân chi Turbo (Marmarostoma)
- Turbo argyrostomus perspeciosus (Iredale, 1929): (synonym: Turbo speciosus Reeve, 1848): this subspecies has been placed by same authors in the subgenus Turbo (Marmarostoma)
- Turbo argyrostomus sandwicensis (Pease, 1861): phân loài này đã được đặt bởi cùng một tác giả trong phân chi Turbo (Marmarostoma)

## Phân bố
Loài này và các phân loài phân bố ở Biển Đỏ và Ấn Độ Dương dọc Aldabra, Chagos, Madagascar, lưu vực Mascarene, Mozambique và Tanzania.

## Hình ảnh

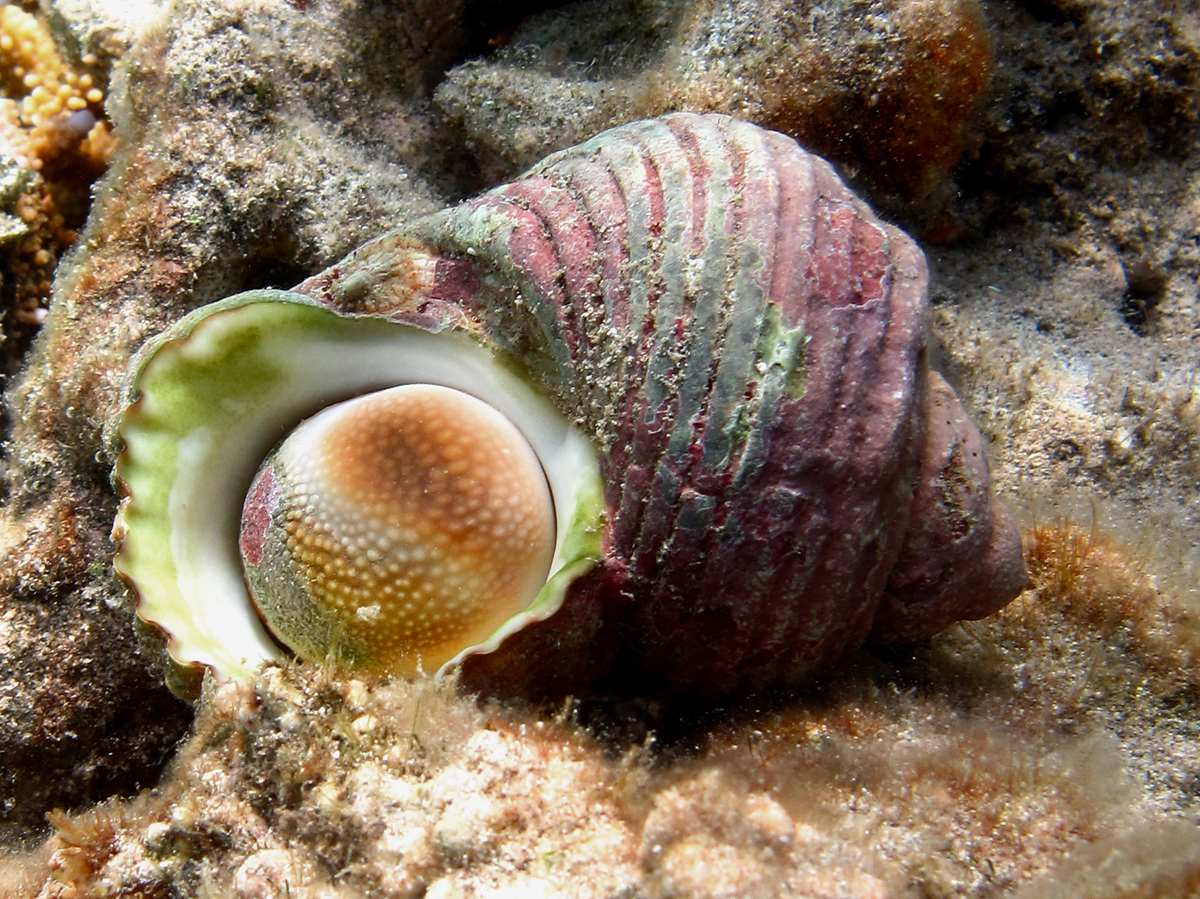